# Avenida Fontes Pereira de Melo
A Avenida Fontes Pereira de Melo é uma das principais artérias da cidade de Lisboa, unindo a Praça Marquês de Pombal e a Praça Duque de Saldanha, numa distância aproximada de 900 metros. Homenageia o estadista Fontes Pereira de Melo. Faz parte do denominado Eixo Central da cidade de Lisboa. É limite de várias freguesias da cidade: Avenidas Novas
Santo António
Arroios.

## Transportes
É atravessada pelos seguintes autocarros da Carris, além dos autocarros disponíveis na Praça do Marquês de Pombal.
| Carreira | Percurso                                               |
| -------- | ------------------------------------------------------ |
| ✈1       | Cais do Sodré ⇄ Aeroporto                              |
| 207      | Cais do Sodré ⇄ Fetais                                 |
| 727      | Estação Roma Areeiro ⇄ Restelo                         |
| 736      | Cais do Sodré ⇄ Odivelas                               |
| 738      | Alto de Santo Amaro ⇄ Quinta dos Barros                |
| 744      | Marquês de Pombal ⇄ Moscavide (Quinta das Laranjeiras) |
| 783      | Amoreiras ⇄ Portela/Prior Velho                        |

É servida pelas seguintes estações do Metropolitano de Lisboa:
| Linha          | Estação                           | Percurso                   |
| -------------- | --------------------------------- | -------------------------- |
| Linha Azul     | Marquês de Pombal                 | Santa Apolónia ⇄ Reboleira |
| Linha Amarela  | Marquês de Pombal Picoas Saldanha | Rato ⇄ Odivelas            |
| Linha Vermelha | Saldanha                          | São Sebastião ⇄ Aeroporto  |